# Floressas
Floressas is een gemeente in het Franse departement Lot (regio Occitanie) en telt 145 inwoners (2004). De plaats maakt deel uit van het arrondissement Cahors.

## Geografie
De oppervlakte van Floressas bedraagt 14,2 km², de bevolkingsdichtheid is 10,2 inwoners per km².
De onderstaande kaart toont de ligging van Floressas met de belangrijkste infrastructuur en aangrenzende gemeenten.

## Demografie
Onderstaande figuur toont het verloop van het inwonertal (bron: INSEE-tellingen).